# 寶箱-TREASURE BOX-/Platinajet
《寶箱-TREASURE BOX-/Platinajet》（日语：宝箱-TREASURE BOX-/プラチナジェット）是在2015年2月26日由華納日本娛樂發行的單曲。

## 概要
《寶箱-TREASURE BOX-/Platinajet》是P.A.WORKS原創電視動畫《SHIROBAKO》的後半季主題曲，「寶箱-TREASURE BOX-」是片頭曲、「Platinajet」是片尾曲。至於CD封面則是使用動畫《SHIROBAKO》的主要角色為封面人物。
該單曲有初回限定版和通常版兩種版本。初回限定版有收錄無工作人員表版DVD的後半季片頭動畫和後半季片尾動畫。
雜誌《CD Journal》則以「『寶箱-TREASURE BOX-』說明抱著不放棄夢想繼續前進作為動畫的主題。而『Platinajet』則以擔任主唱的5位主要角色的聲優努力跳著舞的曲調讓粉絲昇天必至。」作為評價。

## 收錄歌曲
CD
1. 寶箱-TREASURE BOX-
  - 作詞、主唱：奧井雅美，作曲：，編曲：千葉"naotyu-"直樹
2. Platinajet
  - 作詞、作曲：桃井晴子，編曲：渡邊剛，主唱：◎［宮森葵（木村珠莉）、安原繪麻（佳村遙）、坂木靜香（千菅春香）、藤堂美沙（高野麻美）、今井綠（大和田仁美）］
3. 寶箱-TREASURE BOX-（Instrumental）
4. Platinajet（Instrumental）

初回限定DVD
1. 「SHIROBAKO」無工作人員表版本的後半季片頭動畫
2. 「SHIROBAKO」無工作人員表版本的後半季片尾動畫

## 腳註

### 來源
1. ↑  . ORICON STYLE.   [2017-01-23]. （原始内容存档于2020-05-28） （日语）.
2. ↑  . Review. CD Journal. 2015-02-25  [2017-01-23]. （原始内容存档于2020-05-27） （日语）.

## 外部連結
- 華納日本娛樂官網的歌曲介紹頁面 （页面存档备份，存于） （日語）